# Bubalus depressicornis
La anoa de llanura (Bubalus depressicornis) es una especie de bóvido endémica de las islas de Célebes y Buton (Indonesia).
Se encuentra amenazada de extinción por la pérdida de su hábitat natural debido a la conversión en zonas agrícolas y especialmente por la caza.